# 1977 no desporto

## Automobilismo
- 24 de abril - Ayrton Senna é campeão sul-americano de Kart.[1][2]
- 16 de julho - Gilles Villeneuve estreia na Fórmula 1 no GP da Grã-Bretanha, assim como Patrick Tambay e a equipe Renault.[3]
- 2 de outubro - Niki Lauda torna-se bicampeão mundial de Fórmula 1 com o 4º lugar no GP dos Estados Unidos, em Watkins Glen, com duas provas de antecedência. O piloto austríaco precisava de 1 ponto para garantir o título antecipadamente e conseguiu 3 com o 4º lugar.[4]

## Ciclismo
- 23 de julho - Bernard Thévenet (França) vence a 64ª edição da Volta à França em bicicleta.[5]

## Futebol
- 24 de abril - E fundada oficialmente a Raça Rubro-Negra (Clube de Regatas do Flamengo).[6]
- 25 de setembro - O Grêmio vence a Internacional por 1 a 0 no Olímpico. O jogo não tinha terminado assim que André Catimba marcou o gol aos 42 minutos da etapa final, porque torcedores gremistas invadiram o gramado e alguns deles agrediram dois jogadores da Inter: Escurinho e Luisinho. Com a invasão, o time da Internacional se recolheu ao vestiário e assim que a polícia retirava os torcedores do time mandante no gramado, o árbitro Luís Torres esperou por 30 minutos para reiniciar o jogo, mas apenas o Grêmio continuava em campo, já que o visitante não retornou e a partida foi dada por encerrada. O Internacional entrou com protesto na Federação Gaúcha pela anulação do jogo por causa de segurança e contra a decisão do árbitro de continuar os últimos minutos da partida.[7][8]
- 27 de setembro - A Federação Gaúcha proclama o Grêmio como campeão gaúcho após analisar a súmula do jogo do árbitro Luís Torres. Segundo o relatório do árbitro, quando a polícia retirou os torcedores do gramado, havia condições de segurança do jogo ser reiniciado, mas como os jogadores do Internacional não retornaram ao campo no tempo estabelecido, o árbitro deu o jogo por encerrado. Como a partida foi encerrada e não suspensa, a Federação Gaúcha oficializou o Grêmio como vencedor e consequentemente o título gaúcho. O "Tricolor Gaúcho" encerra uma sequência de oito títulos seguidos do Internacional.[9][10]
- 1 de outubro - No estádio Giants Stadium, em Nova Iorque, nos Estados Unidos, com transmissão pela ABC, com mais de 75 mil pessoas no Giants Stadium, Pelé fez seu último jogo na carreira no Cosmos e tendo como adversário o Santos, reunindo assim o primeiro e o último clube do camisa 10. No último jogo, Pelé marcou também o último gol na carreira numa cobrança de falta fora da área aos 43 minutos do primeiro tempo no seu ex-clube. No intervalo do jogo, ele deu a camisa 10 do clube nova-iorquino ao seu pai Dondinho e no segundo tempo, Pelé atuou pelo Santos, que acabou perdendo por 2 a 1 e a camisa 10 do clube alvinegro praiano foi para o ex-jogador Waldemar de Brito, seu descobridor.[11]
- 13 de outubro - O Corinthians vence a Ponte Preta por 1 a 0 no Morumbi e torna-se campeão paulista, e acaba com um jejum de 23 anos. No primeiro jogo no Morumbi, o "Timão" venceu por 1 a 0 e no segundo também no Morumbi perdeu por 2 a 1.[12]
- 24 de outubro - É fundada oficialmente a Torcida os Fanáticos (Clube Atlético Paranaense).[13]
- 30 de outubro - A Chapecoense vence o Avaí por 1 a 0 e torna-se campeã catarinense. É o inédito título da "Chape".[14]

## Nascimentos
| Data            | Nome                      | Profissão                    | Nacionalidade        | Observações | Ref |
| --------------- | ------------------------- | ---------------------------- | -------------------- | ----------- | --- |
| 1 de janeiro    | Hasan Salihamidzic        | futebolista                  | Bósnia e Herzegovina |             |     |
| 7 de janeiro    | Marco Storari             | futebolista                  | Itália               |             |     |
| 8 de janeiro    | Francesco Coco            | ator e ex-futebolista        | Itália               |             |     |
| 13 de janeiro   | Alberto Martín Acosta     | futebolista                  | Uruguai              |             |     |
| 14 de janeiro   | Narain Karthikeyan        | piloto de automobilismo      | Índia                |             |     |
| 17 de janeiro   | Dmitri Kirichenko         | futebolista                  | Rússia               |             |     |
| 19 de janeiro   | Lauren Etame Mayer        | futebolista                  | Camarões             |             |     |
| 21 de janeiro   | David Besnard             | automobilista                | Austrália            |             |     |
| 22 de janeiro   | João Vítor Saraiva        | jogador de beach-soccer      | Portugal             |             |     |
| 22 de janeiro   | Hidetoshi Nakata          | futebolista                  | Japão                |             |     |
| 24 de janeiro   | Adaílton Bolzan Martins   | futebolista                  | Brasil               |             |     |
| 25 de janeiro   | Hatem Trabelsi            | futebolista                  | Tunísia              |             |     |
| 26 de janeiro   | Vince Carter              | jogador de basquete          | Estados Unidos       |             |     |
| 28 de janeiro   | Takuma Sato               | automobilista                | Japão                |             |     |
| 28 de janeiro   | Marcelo Lipatin Lopez     | futebolista                  | Uruguai              |             |     |
| 2 de fevereiro  | Marc Bernaus              | futebolista                  | Andorra              |             |     |
| 8 de fevereiro  | Roman Kostomarov          | patinador artístico          | Rússia               |             |     |
| 11 de fevereiro | Ioannis Okkas             | futebolista                  | Chipre               |             |     |
| 15 de fevereiro | Damien Faulkner           | automobilista                | Irlanda              |             |     |
| 15 de fevereiro | Milenko Ačimovič          | futebolista                  | Eslovênia            |             |     |
| 19 de fevereiro | Gianluca Zambrotta        | futebolista                  | Itália               |             |     |
| 23 de fevereiro | Kristina Šmigun           | esquiadora                   | Estónia              |             |     |
| 24 de fevereiro | Perica Ognjenović         | futebolista                  | Sérvia               |             |     |
| 26 de fevereiro | Léider Preciado           | futebolista                  | Colômbia             |             |     |
| 6 de março      | Giorgos Karagounis        | futebolista                  | Grécia               |             |     |
| 6 de março      | Leao Butrón               | futebolista                  | Peru                 |             |     |
| 13 de março     | Brent Sancho              | futebolista                  | Trinidad e Tobago    |             |     |
| 17 de março     | Giuliano Losacco          | automobilista                | Brasil               |             |     |
| 18 de março     | Willy Sagnol              | futebolista                  | França               |             |     |
| 23 de março     | Maxim Marinin             | patinador artístico          | Rússia               |             |     |
| 24 de março     | César Ramírez             | futebolista                  | Paraguai             |             |     |
| 27 de março     | Vitor Meira               | automobilista                | Brasil               |             |     |
| 1 de abril      | Vitor Belfort             | lutador de MMA               | Brasil               |             |     |
| 8 de abril      | Tomislav Šokota           | futebolista                  | Croácia              |             |     |
| 10 de abril     | Ivana Jakupčević          | patinadora artística         | Croácia              |             |     |
| 12 de abril     | Giovanny Espinoza         | futebolista                  | Equador              |             |     |
| 16 de abril     | Fredrik Ljungberg         | futebolista                  | Suécia               |             |     |
| 22 de abril     | Robert Hunter             | ciclista                     | África do Sul        |             |     |
| 23 de abril     | John Cena                 | lutador                      | Estados Unidos       |             |     |
| 24 de abril     | Diego Placente            | futebolista                  | Argentina            |             |     |
| 4 de maio       | Mariano Andrés Pernía     | futebolista                  | Argentina            |             |     |
| 10 de maio      | Nick Heidfeld             | automobilista                | Alemanha             |             |     |
| 13 de maio      | Tarik Sektioui            | futebolista                  | Marrocos             |             |     |
| 19 de maio      | Almunia                   | futebolista                  | Espanha              |             |     |
| 21 de maio      | Quinton Fortune           | futebolista                  | África do Sul        |             |     |
| 23 de maio      | Ilia Kulik                | patinador artístico          | Rússia               |             |     |
| 26 de maio      | Luca Toni                 | futebolista                  | Itália               |             |     |
| 29 de maio      | Antônio Lebo Lebo         | futebolista                  | Angola               |             |     |
| 29 de maio      | Massimo Ambrosini         | futebolista                  | Itália               |             |     |
| 4 de junho      | Ingrid Visser             | Voleibolista                 | Países Baixos        | m. 2013     |     |
| 7 de junho      | Marcin Baszczyński        | futebolista                  | Polónia              |             |     |
| 9 de junho      | Predrag Stojaković        | jogado de basquete           | Sérvia               |             |     |
| 27 de junho     | Raúl González             | futebolista                  | Espanha              |             |     |
| 29 de junho     | Pedrinho                  | ex-futebolista               | Brasil               |             |     |
| 2 de julho      | Eduardo Allax Scherpel    | futebolista                  | Brasil               |             |     |
| 5 de julho      | Nicolas Kiefer            | tenista                      | Alemanha             |             |     |
| 8 de julho      | Christian Abbiati         | futebolista                  | Itália               |             |     |
| 12 de julho     | Brock Lesnar              | lutador                      | Estados Unidos       |             |     |
| 24 de julho     | Mehdi Mahdavikia          | futebolista                  | Irão                 |             |     |
| 26 de julho     | Tanja Szewczenko          | patinadora artística         | Alemanha             |             |     |
| 27 de julho     | Marta Arce Payno          | judoca paralímpica           | Espanha              |             |     |
| 28 de julho     | Emanuel Ginóbili          | jogador de basquete          | Argentina            |             |     |
| 30 de julho     | Rodolfo Lavín             | automobilista                | México               |             |     |
| 3 de agosto     | Tom Brady                 | jogador de futebol americano | Estados Unidos       |             |     |
| 3 de agosto     | Rui Silva                 | atleta                       | Portugal             |             |     |
| 4 de agosto     | Luís Boa Morte            | futebolista                  | Portugal             |             |     |
| 8 de agosto     | Darwin Peña               | futebolista                  | Bolívia              |             |     |
| 8 de agosto     | Marílson Gomes dos Santos | maratonista                  | Brasil               |             |     |
| 9 de agosto     | Mikael Silvestre          | futebolista                  | França               |             |     |
| 11 de agosto    | Adriano Gabiru            | futebolista                  | Brasil               |             |     |
| 12 de agosto    | Jesper Grønkjær           | futebolista                  | Dinamarca            |             |     |
| 17 de agosto    | Thierry Henry             | futebolista                  | França               |             |     |
| 17 de agosto    | William Gallas            | futebolista                  | França               |             |     |
| 23 de agosto    | Douglas Sequeira          | futebolista                  | Costa Rica           |             |     |
| 24 de agosto    | Robert Enke               | futebolista                  | Alemanha             | m. 2009     |     |
| 27 de agosto    | Deco                      | futebolista                  | Portugal             |             |     |
| 31 de agosto    | Ian Harte                 | futebolista                  | Irlanda              |             |     |
| 2 de setembro   | Marek Mintál              | futebolista                  | Eslováquia           |             |     |
| 2 de setembro   | Frédéric Kanouté          | futebolista                  | Mali                 |             |     |
| 3 de setembro   | Olof Mellberg             | futebolista                  | Suécia               |             |     |
| 5 de setembro   | Joseba Etxeberria         | futebolista                  | Espanha              |             |     |
| 9 de setembro   | Gina Gogean               | ginasta                      | Roménia              |             |     |
| 17 de setembro  | Simone Perrotta           | futebolista                  | Itália               |             |     |
| 17 de setembro  | Elena Godina              | jogadora de vôlei            | Rússia               |             |     |
| 2 de outubro    | Didier Défago             | esquiador alpino             | Suíça                |             |     |
| 10 de outubro   | Roger Yasukawa            | automobilista                | Estados Unidos       |             |     |
| 15 de outubro   | David Trézéguet           | futebolista                  | França               |             |     |
| 18 de outubro   | Paul Stalteri             | futebolista                  | Canadá               |             |     |
| 24 de outubro   | Iván Kaviedes             | futebolista                  | Equador              |             |     |
| 25 de outubro   | Rodolfo Bodipo            | futebolista                  | Espanha              |             |     |
| 11 de novembro  | Jeovânio Nascimento       | futebolista                  | Brasil               |             |     |
| 12 de novembro  | Benni McCarthy            | futebolista                  | África do Sul        |             |     |
| 16 de novembro  | Maxim Staviski            | patinador artístico          | Bulgária             |             |     |
| 16 de novembro  | Oksana Baiul              | patinadora artística         | Ucrânia              |             |     |
| 21 de novembro  | Guillermo Giacomazzi      | futebolista                  | Uruguai              |             |     |
| 25 de novembro  | Guillermo Cañas           | tenista                      | Argentina            |             |     |
| 28 de novembro  | Fabio Grosso              | futebolista                  | Itália               |             |     |
| 29 de novembro  | Maria Petrova             | patinadora artística         | Rússia               |             |     |
| 30 de novembro  | Olivier Schoenfelder      | patinador artístico          | França               |             |     |
| 8 de dezembro   | Ryan Newman               | automobilista                | Estados Unidos       |             |     |
| 11 de dezembro  | Roberto Baronio           | futebolista                  | Itália               |             |     |
| 17 de dezembro  | Liédson                   | futebolista                  | Portugal             |             |     |
| 19 de dezembro  | Kerstin Szymkowiak        | piloto de skeleton           | Alemanha             |             |     |
| 27 de dezembro  | Cristiano Ávalos          | futebolista                  | Brasil               |             |     |
| 30 de dezembro  | Saša Ilić                 | futebolista                  | Sérvia               |             |     |

## Mortes
| Data           | Nome                      | Profissão            | Nacionalidade                              | Observações | Ref    |
| -------------- | ------------------------- | -------------------- | ------------------------------------------ | ----------- | ------ |
| 5 de março     | Tom Pryce                 | automobilista        | País de Gales                              | n. 1949     | [ 15 ] |
| 18 de março    | José Carlos Pace          | automobilista        | Brasil                                     | n. 1944     | [ 16 ] |
| 25 de abril    | Opika von Méray Horváth   | patinadora artística | Hungria                                    | n. 1889     |        |
| 7 de junho     | Otto Kaiser               | patinador artístico  | Áustria                                    | n. 1901     | [ 17 ] |
| 15 de outubro  | Alfredo Trindade          | ciclista             | Reino Unido de Portugal, Brasil e Algarves | n. 1908     |        |
| 16 de outubro  | Clemente Ribeiro da Silva | automobilista        | Portugal                                   | n. 1943     |        |
| 30 de outubro  | Renato Curi               | futebolista          | Itália                                     | n. 1953     |        |
| 15 de novembro | Tore Holm                 | velejador            | Suécia                                     | n. 1896     |        |
| 19 de dezembro | Ellen Brockhöft           | patinadora artística | Alemanha                                   | n. 1898     |        |